# Ayrılıq (песня)
«Айрылыг» (азерб. Ayrılıq — «Разлука») — азербайджанская песня о разлуке и любви. Мелодия написана композитором Али Салими в 1957 году, слова принадлежат поэту Фархаду Ибрахими.

## История возникновения
За несколько лет до рождения Али Салими, его отец эмигрировал из деревни Медмандуст вблизи города Ардабиль в Баку, Азербайджан для заработка средств к существованию. В 1938 году, во времена правления Сталина, отец Али Салими, не желая менять своё иранское гражданство, был вынужден вернуться в Иран вместе со своей семьёй. Али Салими искал тексты, на основе которых мог бы выразить мотив «разлуки», то есть отдаления от членов семьи, родственников и близких, отрыв от родного города и деревни по другую сторону реки Аракс. Для Али это было «болью азербайджанцев», потому что ни советский режим, ни режим шаха не позволяли посещать другую сторону. Песня была написана на стихотворение Фархада Ибрахими.

## Версии, исполнители
«Ayrılıq» впервые была записана женой Али Салими Фатмой Геннади для радио Тегерана, где они работали. Позже песню стал исполнять известный советско-азербайджанский певец Рашид Бейбутов, сделавший песню популярной. В последующие годы песню неоднократно исполняли другие исполнители, такие как Флора Керимова, Лютфияр Иманов, Джавид Табризли, иранские певцы азербайджанского происхождения Гугуш, Ягуб Зуруфчу, а также поющий в основном персидские песни Дариуш Игбали, Мансур Мамагани, узбекская певица Насиба Абдуллаева, турецкие певцы Сельда Багджан, Зеки Мюрен, Эмель Сайын, Фатих Кысапармак, Мюслюм Гюрсес, Барыш Манчо, Махсун Кырмызыгюль, Мухтар Джем Караджа, Джем Адриан Джем Адриан, Дениз Текин, Логан Джанку, Инджи Чайырлы, Оздемир Эрдоган, Леман Сам, группа "maNga" и другие.
Всемирно известный британский музыкант и певец южно-азербайджанского происхождения Сами Юсуф спел песню, как на оригинальном азербайджанском языке, так и на английском, под названием "My Love Azerbaijan" (русс. "Моя любовь - Азербайджан").

## Текст
Азербайджанский:
Fikrindən gecələr yata bilmirəm
Bu fikri başımdan ata bilmirəm

Neyləyim ki, sənə çata bilmirəm

Ayrılıq, ayrılıq, aman ayrılıq
Hər bir dərddən olar yaman ayrılıq
Uzundur hicrindən qara gecələr
Vurubdur qəlbimə yara gecələr
Bilmirəm, mən gedim hara gecələr
Ayrılıq, ayrılıq, aman ayrılıq
Hər bir dərddən olar yaman ayrılıq
Перевод
Твоя память держит меня в бессонные ночи.
Я не могу отпустить эту мысль из моей головы,
Что бы я ни делал, я не могу добраться до тебя.
Разлука, разлука, ах разлука!
Это самая болезненная рана из всех, рана горькой разлуки.
В ваше отсутствие, эти темные ночи тянутся в вечность,
Ночи, который нанес раны в моем сердце!
Я не знаю, куда мне пойти в эти ночи.
Разлука, разлука, ах разлука!
Это самая болезненная рана из всех, рана горькой разлуки.